# Andóniosz Papaioánu
Andóniosz Papaioánu (görögül: Αντώνηος Παπαϊωάννου; 1877–?) görög olimpikon, tornász.
Az 1896. évi nyári olimpiai játékokon indult tornában, a korlátgyakorlatban és a nyújtógyakorlatban. Egyikben sem nyert érmet.